# Urdaiaga
Urdaiaga es una entidad de población española del municipio de Usúrbil, perteneciente a la provincia de Guipúzcoa, en la comunidad autónoma del País Vasco.

## Toponimia
El nombre del lugar puede encontrarse escrito con las grafías Urdaiaga y Urdayaga.

## Historia
Hacia mediados del siglo XIX, el lugar, un barrio ya por entonces perteneciente a Usúrbil, tenía contabilizada una población de 280 habitantes. Aparece descrito en el decimoquinto volumen del Diccionario geográfico-estadístico-histórico de España y sus posesiones de Ultramar de Pascual Madoz con las siguientes palabras:

URDAYAGA: barrio de la v. de Usurbil, en la prov. de Guipúzcoa (á Tolosa 3 1/2 leg.), part. jud. de San Sebastian (2), dióc. de Pamplona (14). sit. al SO. de la v. en terreno montuoso, esceptuando el que hay á la orilla izq. del r. Oria; clima saludable: tiene 41 casas de labranza, diseminadas sin formar calle; igl. parr. (San Estéban) aneja de Usurbil, creada en 1816 y servida por un vicario coadjutor, y varias fuentes de que se surten los vec., como tambien de arroyos y del r. Oria. Hay bosques de árboles bravos y trasmochos de robles y algunos pinos, acebos, avellanos y argomales; no faltando tampoco canteras de piedra. prod.: trigo, maiz, habas, habichuelas, manzana, castaña, lino, nabos, patatas, frutas y hortalizas; cria ganado vacuno y lanar; caza de liebres, perdices y becadas; pesca anguilas, lubinas, truchas, barbos y salmones. ind.: una fáb. de anclas y 3 molinos (V. Usurbil). pobl.: 47 vec., 280 alm.
(Madoz, 1849, p. 223)

En 2023, la entidad singular de población tenía empadronados 569 habitantes.

## Patrimonio

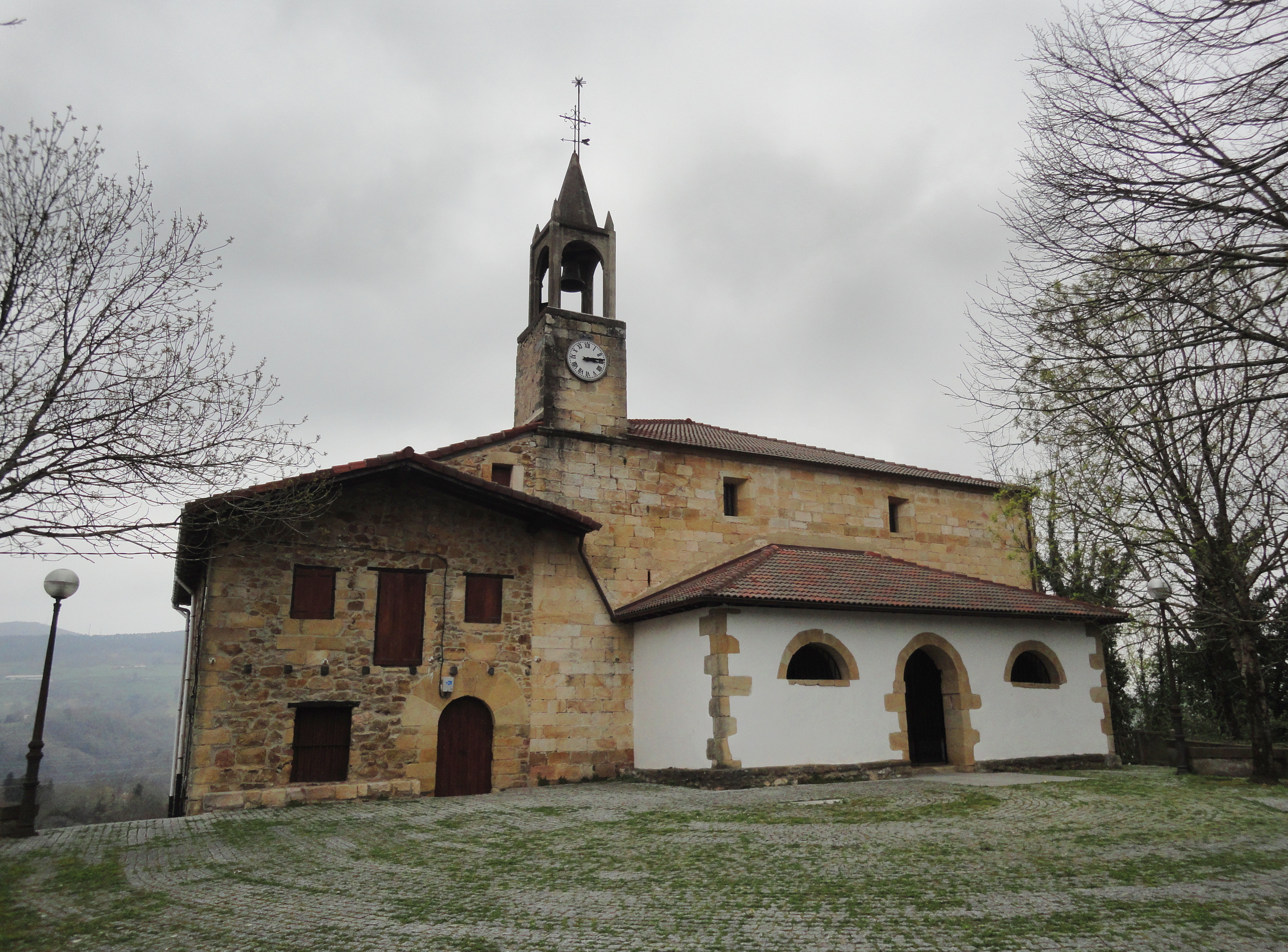
La ermita de San Esteban

Hay en el lugar una ermita de San Esteban, que fue la iglesia parroquial.